# Canyon Station / 4B Lateral
Canyon Station / 4B Lateral — процесингова система та газопровід, задіяні в обслуговуванні офшорних родовищ Мексиканської затоки, розташованих на південь від узбережжя штатів Луїзіана, Міссісіппі та Алабама.
Canyon Station знаходиться за 60 миль від узбережжя та складається з двох платформ MP-261JP та MP-261A. Першу з них встановили в районі з глибиною моря 91 метр, використовуючи закріплену палями 4-опорну основу («джекет»). За допомогою плавучого крану великої вантажопідйомності Derrick barge 50 на ній змонтували надбудову з обладнанням («топсайд») вагою 3450 тонн, в якій знаходяться потужності для підготовки газу, отриманого через систему Canyon Express з кількох облаштованих у підводному варіанті родовищ. Своєю чергою з платформи здійснюється управління роботою свердловин та подача до них метанолу, необхідного для попередження гідратоутворення в умовах низьких температур. MP-261JP здатна провадити підготовку до 14 млн м3 газу на добу, вилучати 2000 барелів конденсату та здійснювати очистку перед повторним використанням 1900 барелів метанолу.
Крім того, MP-261JP може приймати газ з платформи MP-261A — завершального пункту системи Canyon Chief, що обслуговує родовища далі на захід від зони Canyon Express. Видача підготовленої продукції здійснюється до берегового газопереробного заводу у Мобіл-Бей (Алабама) через трубопровід Transco 4B Lateral (належить до однієї з найбільших газопровідних мереж США Transco, котра належить власнику MP-261JP компанії Williams).
І Canyon Express, і Canyon Chief запустили в роботу 2002 року. А в середині 2010-х було отримано дозвіл на розміщення на платформі компанії Williams додаткових потужностей з підготовки газу, отриманого через новий трубопровід Norphlet Pipeline (обслуговуватиме родовища Аппоматокс, Віксбург та інші). Видача підготованої продукції надалі буде здійснюватись як через Transco 4B Lateral, так і за допомогою нової перемички завдовжки 6 миль до системи Destin Pipeline (прямує до газопереробного заводу у штаті Міссісіпі).